# Methylidengruppe

Die Methylidengruppe

Die Methylidengruppe ist eine Atomgruppierung in der organischen Chemie mit der formalen Summenformel CH2. Sie enthält am selben Kohlenstoffatom zwei Wasserstoffatome weniger als das Methan, wird als zweiwertiger Rest (=CH2) bezeichnet und ist der einfachste Vertreter in der Alkylidengruppe.
Das zu verknüpfende Kohlenstoffatom der Methylidengruppe ist trigonal, d. h. sp2-hybridisiert und ist Teil einer Doppelbindung.

## Verwechslungsgefahr – Abgrenzung zur Methylengruppe
Die Methylidengruppe ist zu unterscheiden von der Methylengruppe (–CH2–), die zwei Einfachbindungen zu anderen Bindungspartnern – außer den beiden Wasserstoffatomen – ausbildet; zugleich ist das Kohlenstoffatom hier tetragonal, also sp3-hybridisiert.